# 田川市立田川東中学校
田川市立田川東中学校（たがわしりつ たがわひがしちゅうがっこう）は、福岡県田川市夏吉（なつよし）にある市立の中学校。

## 概要
歴史
2023年（令和5年）に以下の田川市立中学校4校が統合して開校した。旧・伊田中学校跡地に新校舎が建設された。
- 田川市立伊田中学校
- 田川市立鎮西中学校
- 田川市立金川中学校
- 田川市立中央中学校

校章
公募により制定された。田川市の木であるイチョウの葉をモチーフにし、4枚の葉を統合前の4校に見立てて組み合わせ、中央に校名の「東中」の文字（縦書き）を配している。
校歌
作詞は深町健二郎、作曲は福富秀夫による。歌詞は3番まであり、各番の歌詞中に校名の「東中学校」が登場する。
施設
開校にあたり、旧・伊田中学校の校地に、新校舎が建設された。
通学区域
- 田川市立伊田小学校区
- 田川市立鎮西小学校区
- 田川市立金川小学校区
- 田川市立田川小学校区

通学手段
学校から自宅までの距離が1.5km以上の場合は自転車通学、2km以上の場合はスクールバス通学（いずれも許可制）が認められている。田川東中学校のスクールバス路線は以下の5路線。
1 岩屋（金川農協経由）
2 田川団地（田川市立病院経由）
3 長浦（田川市役所経由）
4 平原公民館（下伊加利経由）
5 城山団地（中央団地経由）
制服
新設された2校（田川東・田川西）ともに、基本的に共通のデザインとなっている。
なお、冬服のネクタイ・リボン、および夏服ポロシャツのマークの色の違いで、両校を判別する。田川東中学校は「青色」、田川西中学校は「臙脂色」となっている。
開校に先立ち、2022年（令和4年）4月入学生（4中学校）より新しい制服のデザインとなった。
- 冬服 - ブレザー。ネクタイ・リボン, ボトムスはスラックス・スカート・キュロットスカート。
- 夏服 - 半袖ポロシャツ（白か紺色）。ボトムスはスラックス・スカート・キュロットスカート。ネクタイ・リボンはつけず、クールビズに対応したオーバースタイル（ポロシャツを出すタイプ）。

## 沿革

### 旧・4校
旧・伊田中学校（いた）
- 1947年（昭和22年）
  - 4月1日 - 学制改革により、新制中学校「田川市立伊田中学校」が創立。当面の間、田川市立伊田中部小学校に併設される。初代校長は西山達雄。
  - 4月15日 - 開校式を挙行。
- 1949年（昭和24年）
  - 4月1日 - 福岡県実験学校を委嘱される。
  - 7月 - 福岡第二師範学校女子部（福岡学芸大学田川分校）代用附属中学校を委嘱される。
- 1952年（昭和27年）6月 - 糸飛に木造の独立校舎が完成し、小学校との併設を解消。
- 1953年（昭和28年）5月 - 運動場が完成。
- 1956年（昭和31年）- プールが完成。
- 1957年（昭和32年）- 校歌を制定。
- 1965年（昭和40年）- 体育館が完成。
- 1971年（昭和56年）- 鉄筋コンクリート造新校舎が完成。
- 1996年（平成8年）- 新体育館が完成。
- 2020年（令和2年）7月 - 統合に向けての新校舎建設のため、田川市番田町2番31号の仮校舎に移転。移転後、校舎の解体に着手。
- 2023年（令和5年）3月31日 - 閉校。76年の歴史に幕を下ろす。校地は新設の田川市立田川東中学校に継承される。
  - 最終所在地 - 田川市夏吉197番地1（仮設校舎:田川市番田町2番31号）
  - 校訓 - 「自主・協調・奉仕」[4]
  - 校章 - 中央に「中」の文字を配している[4]。
  - 校歌 - 1957年（昭和32年）制定。作詞は脇太一、作曲は池田勝重による。歌詞は3番まであり、各番の歌詞中に校名の「伊田中学」が登場。

旧・鎮西中学校（ちんぜい）
- 1947年（昭和22年）
  - 4月1日 - 学制改革により、新制中学校「田川市立鎮西中学校」が創立。当面の間、田川市立伊田南部小学校に併設される。初代校長は長尾正辰。
  - 4月16日 - 開校式を挙行。
- 1949年（昭和24年）
  - 2月 - 木造新校舎（第一期工事）が完成。
  - 9月 - 木造新校舎（第二期工事）が完成。全生徒の移転を完了し、小学校との併設を解消。
- 1950年（昭和25年）9月 - 運動場が完成。
- 1951年（昭和26年）10月 - 4教室を増築。
- 1954年（昭和29年）6月 - 2教室を増築。
- 1967年（昭和42年）- プールが完成。
- 1980年（昭和55年）8月 - 鉄筋コンクリート造新校舎が完成。
- 2004年（平成16年）2月 - 新体育館が完成。
- 2023年（令和5年）3月31日 - 閉校。76年の歴史に幕を下ろす。
  - 最終所在地 - 〒825-0002 田川市伊田2024番地（北緯33度38分12.8秒 東経130度49分46.0秒 / 北緯33.636889度 東経130.829444度）
  - 校訓 - 「自治・協同・勤勉」[4]
  - 校章 - 中央に「鎮中」の文字（縦書き）を配している[4]。
  - 校歌 - 作詞は行武雅之、作曲は田中凡平による。歌詞は3番まであり、3番の歌詞中に校名の「鎮西」が登場。

旧・金川中学校（かながわ）
- 1947年（昭和22年）4月1日 - 学制改革により、新制中学校「田川市立金川中学校」が創立。当面の間、田川市立伊田北部小学校に併設される。初代校長は熊谷琢義。
- 1949年（昭和24年）
  - 4月 - 上ノ原に木造校舎1棟（4教室）が完成。
  - 8月 - 木造校舎1棟（6教室）が完成。全生徒の移転を完了し、小学校との併設を解消。
- 1966年（昭和41年）- プールが完成。
- 1976年（昭和51年）3月 - 鉄筋コンクリート造新校舎が完成。
- 1997年（平成9年）3月 - 新体育館が完成。
- 2023年（令和5年）3月31日 - 閉校。76年の歴史に幕を下ろす。
  - 最終所在地 - 〒825-0005 田川市糒（ほしい）265番地（北緯33度39分38.1秒 東経130度48分42.6秒 / 北緯33.660583度 東経130.811833度）
  - 校訓 - 「自治・親愛・勤労」
  - 校章 - 中央に「中」の文字を配している[4]。
  - 校歌 - 作詞は石橋政記、作曲は荒木則邦による。歌詞は3番まであり、各番の歌詞中に校名の「金川中学校」が登場。

旧・中央中学校（ちゅうおう）
- 1961年（昭和36年）4月1日 - 「田川市立中央中学校」が新設される。
  - 田川中学校から「三井三坑（一・二区）、栄町東、栄町西、日の出町、新町、錦町」の生徒が転入。
  - 後藤寺中学校から「平松・高住町」の生徒が転入。
- 1965年（昭和40年）- 校歌を制定。
- 1968年（昭和43年）- 体育館が完成。
- 1979年（昭和54年）7月 - 鉄筋コンクリート造新校舎が完成。
- 2011年（平成23年）2月 - 新体育館が完成。
- 2023年（令和5年）3月31日 - 閉校。62年の歴史に幕を下ろす。
  - 最終所在地 - 〒825-0013 田川市中央町3番71号（北緯33度38分25.6秒 東経130度48分26.3秒 / 北緯33.640444度 東経130.807306度）
  - 校訓 - 「自治・親愛・勤労」[4]
  - 校章 - 中央に「中央」の文字（縦書き）を配している[4]。
  - 校歌 - 1965年（昭和40年）制定。作詞は脇太一、作曲は池田勝重による。歌詞は3番まであり、各番の歌詞中に校名の「中央中学校」が登場。

### 統合・田川東中学校
開校に向けて
- 2017年（平成29年）9月 - 田川市教育委員会により、「田川市新中学校創設基本計画（案）」が作成される。
- 2019年（令和元年）6月 - 「田川市新中学校創設基本計画」が策定される。
- 2020年（令和2年）
  - 5月 - 新中学校基本設計案が完成。
  - 6月 - 当初、2022年（令和4年）4月の開校を目指していたが、1年延期し、2023年（令和5年）4月開校とする。
  - 7月 - 伊田中学校は田川市番田町2番31号（たがわ情報センター前）の仮設校舎に移転。伊田中学校校舎の解体および新校舎建設に着手。
  - 12月 - 校名が「田川市立田川東中学校」に決定。新制服の導入時期を開校1年前の2022年（令和4年）4月とする。
- 2021年（令和3年）
  - 1月 - 伊田中学校校舎の解体を完了。
  - 8月 - 新制服のデザインが決定。
- 2022年（令和4年）4月 - この時の入学生より新制服を導入。

開校
- 2023年（令和5年）
  - 4月1日 - 「田川市立田川東中学校」（現校名）が開校。
  - 4月8日 - 開校式を挙行。
  - 4月11日 -入学式を挙行。196名が入学[5]。

## 交通
最寄りの鉄道駅
- JR九州 日田彦山線 「一本松駅」
- 平成筑豊鉄道 田川線 「上伊田駅」

最寄りのバス停留所
- 田川市コミュニティバス 「東町・福智高校東」停留所

最寄りの幹線道路
- 国道322号「田川東中学校（旧・伊田中学校）」交差点

## 周辺
- 福岡県立田川高等学校
- 福智高等学校
- 田川市立伊田小学校
- 蛍ヶ丘公民館
- 番岳寺
- セスドノ古墳
- 猫迫1号墳

## 参考資料
- 「田川市誌」（1954年（昭和29年）12月1日発行, 田川市）
- 「田川市史 下巻」（1979年（昭和54年）3月1日発行, 田川市）
- 「学校再編」 - 田川市ウェブサイト
- 「ありがとう 我が母校～中学校閉校～」 (PDF)  （広報おおかわ 2023年（令和5年）5月15日 1577号）- 田川市ウェブサイト